# Паком (присілок)
Паком (рос. Паком) — присілок в Ульяновському районі Калузької області Російської Федерації.
Населення становить 0 осіб. Входить до складу муніципального утворення Село Поздняково.

## Історія
Від 2004 року входить до складу муніципального утворення Село Поздняково

## Населення
1. Н/Д[2]